# Longford Town FC
Longford Town FC  este un club de fotbal din Longford, Comitatul Longford, Irlanda.

## Antrenori notabili
- Alan Mathews
- Stephen Kenny
- Dermot Keely

## Jucători notabili
| - David Mooney - Sean Dillon - Graham Gartland - Barry Ferguson - Stuart Byrne - Stephen O'Brien - Eric Lavine - Dessie Baker - Alan Kirby | - Vinny Perth - Sean Prunty - Gary Deegan - Dave Savage - Zac Hackett - Richie Parsons - Keith O'Connor - Paul McNally |

## Titluri
- Cupa FAI: 2 
  - Campioni: (2) 2003, 2004
  - Finaliști: (2) 2000-01, 2007
- Cupa Ligii Irlandei: 1
  - Campioni: (1) 2004
  - Locul 2: (1) 2003
- A doua Ligă a Irlandei: 
  - Locul 2: (1) 1999-2000